# Homo Deus: een kleine geschiedenis van de toekomst
Homo Deus: een kleine geschiedenis van de toekomst (Hebreeuws: ההיסטוריה של המחר, Nederlands: Geschiedenis van morgen),  en ook wel kortweg Homo Deus genoemd, is een boek geschreven door de Israëlische auteur Yuval Noah Harari, een professor aan de Hebreeuwse Universiteit van Jeruzalem. Het boek werd voor het eerst gepubliceerd in het Hebreeuws in 2015 door Dvir publishing (KInneret Zmora-Bitan Dvir); de Engelstalige versie werd gepubliceerd in september 2016 in het Verenigd Koninkrijk en in februari 2017 ook in de Verenigde Staten. De Duitse en Nederlandse vertaling werden tevens in februari 2017 gepubliceerd. De Nederlandse vertaling is uitgegeven door Thomas Rap en heeft een voorwoord van Bas Heijne.

## Premise
Net als bij zijn voorganger, Sapiens: een kleine geschiedenis van de mensheid, schetst Harari opnieuw de loop van de geschiedenis van mensheid en beschaving, terwijl hij belangrijke gebeurtenissen uit de tijd, de individuele menselijke ervaringen samen met ethische dilemma's in relatie tot haar historische schouwing behandelt. Alhoewel, het boek Homo Deus meer in gaat op de vaardigheden die door mensen (Homo Sapiens) tijdens hun bestaan zijn verworven en hun evolutie tot de meest dominante soort van de wereld. Het boek beschrijft de huidige vaardigheden en prestaties van de mensheid en poogt daarmee een beeld op te roepen van de toekomst die mogelijk voor ons ligt. Vele filosofische vraagstukken worden besproken zoals het toenemende individualisme, menselijke emoties en het bewustzijn.

## Vertalingen
De volgende vertalingen van het boek zijn uitgebracht:
- Engels: september 2016
- Spaans: oktober 2016
- Portugees: november 2016
- Turks: december 2016
- Chinees: januari 2017
- Duits: februari 2017
- Nederlands: februari 2017
- Hongaars: april 2017
- Kroatisch: mei 2017
- Italiaans: mei 2017
- Koreaans: mei 2017
- Fins: september 2017
- Frans: september 2017
- Grieks: december 2017
- Tsjechisch: december 2017
- Litouws: februari 2018
- Perzisch: maart 2018
- Roemeens: maart 2018
- Russisch: maart 2018
- Bulgaars: april 2018
- Pools: april 2018
- Oekraïens: mei 2018
- Albanees: juni 2018
- Vietnamees: juli 2018
- Japans: september 2018
- Servisch: september 2018
- Marathi: november 2018
- Deens: augustus 2017
- Thai: september 2019
- Macedonisch: 2019